# アイガアル
『アイガアル』は、Every Little Thingの42枚目のシングル。2011年8月24日にavex traxから発売された。

## 概要
シングルとしては、前作『宙 -そら-/響 -こえ-』から1か月でのリリースとなった、10thアルバム『ORDINARY』の先行シングル。表題曲の「アイガアル」はCX系の月9枠で放送される『全開ガール』の主題歌として使用されている。ELTにとってはデビュー以来、初の月9ドラマ主題歌となる。

## 収録曲
CD
1. アイガアル
  - 作詞：Kaori Mochida / 作曲：HIKARI / 編曲：HIKARI・Every Little Thing

CX系ドラマ『全開ガール』主題歌。
発音は「愛がある」ではなく、「愛ガール（girl）」。
2. ありがとうはそのためにある
  - 作詞：Kaori Mochida / 作曲：Takuya Watanabe / 編曲：村田昭・Every Little Thing

新曲がB面に収録されるのは、36枚目のシングル『DREAM GOES ON』のカップリング「spearmint」以来となる。
3. アイガアル (Instrumental)
4. ありがとうはそのためにある (Instrumental)

DVD（初回限定盤のみ）
1. アイガアル Video Clip

## 楽曲の収録アルバム
アイガアル
- 『ORDINARY』
- 『Every Best Single 2 ～MORE COMPLETE～』
- 『Every Best Single 2 〜laTe period〜』

ありがとうはそのためにある
- 『ORDINARY』